# Ronald Bridges
Ronald Bridges (?, 1940. november 10. –) walesi nemzetközi labdarúgó-játékvezető.

## Pályafutása

### Nemzeti játékvezetés
Pályafutása során hazája legfelső szintű labdarúgó-bajnokságának játékvezetője lett. Az aktív nemzeti játékvezetéstől 1989-en vonult vissza.

### Nemzetközi játékvezetés
A Walesi labdarúgó-szövetség Játékvezető Bizottsága (JB) 1977-ben terjesztette fel nemzetközi játékvezetőnek, a Nemzetközi Labdarúgó-szövetség (FIFA) bíróinak keretébe. Több nemzetek közötti válogatott és klubmérkőzést vezetett.  UEFA besorolás szerint a „mester” kategóriába tevékenykedik. A walesi nemzetközi játékvezetők rangsorában, a világbajnokság-Európa-bajnokság sorrendjében többedmagával a 4. helyet foglalja el 5 találkozó szolgálatával.
Az aktív nemzetközi játékvezetéstől 1987-ben búcsúzott.

#### Világbajnokság
A világbajnoki döntőhöz vezető úton Spanyolországba a XII., az 1982-es labdarúgó-világbajnokságra és Mexikóba a XIII., az 1986-os labdarúgó-világbajnokságra a FIFA JB bíróként alkalmazta.
| Időpont           | Helyszín               | Mérkőzés típusa           | Mérkőzés              | Eredmény | Nézők száma |
| ----------------- | ---------------------- | ------------------------- | --------------------- | -------- | ----------- |
| 1981. október 14. | Luz Stadion, Lisszabon | előselejtező (6. csoport) | Portugália–Svédország | 1 : 2    | 75 000      |
| 1971. február 3.  | GSP Stadion, Nicosia   | előselejtező (6. csoport) | Dánia–Norvégia        | 1 : 0    | 0000        |

#### Európa-bajnokság
Az európai-labdarúgó torna döntőjéhez vezető úton Olaszországba a VI., az 1980-as labdarúgó-Európa-bajnokságra és Franciaországba a VII., az 1984-es labdarúgó-Európa-bajnokságra az UEFA JB játékvezetőként foglalkoztatta.
| Időpont            | Helyszín                          | Mérkőzés típusa           | Mérkőzés                | Eredmény | Nézők száma |
| ------------------ | --------------------------------- | ------------------------- | ----------------------- | -------- | ----------- |
| 1979. február 5.   | Princes Park Stadion, Párizs      | előselejtező (5. csoport) | Franciaország–Luxemburg | 3 : 0    | 46 988      |
| 1983. május 29.    | Laugardalsvöllur Stadion, Nicosia | előselejtező (7. csoport) | Izland–Spanyolország    | 0 : 1    | 7 055       |
| 1983. november 12. | Tsirio Stadion, Limassol          | előselejtező (5. csoport) | Ciprus–Románia          | 0 : 1    | 13 000      |

#### Brit Bajnokság
1882-ben az Egyesült Királyság brit tagállamainak négy szövetség úgy döntött, hogy létrehoznak egy évente megrendezésre kerülő bajnokságot egymás között. Az utolsó bajnoki idényt 1983-ban tartották meg.
| Időpont          | Helyszín                | Mérkőzés típusa | Mérkőzés              | Eredmény |
| ---------------- | ----------------------- | --------------- | --------------------- | -------- |
| 1984. április 4. | Wembley Stadion, London | selejtező       | Anglia–Észak-Írország | 1 : 0    |

## Sportvezetőként
Bírói pályafutását követően Észak-Wales JB tisztviselője volt, 2010-ben vonult nyugdíjba.

## Külső hivatkozások
- Ronald Bridges. World Referee. [2011. szeptember 21-i dátummal az eredetiből archiválva]. (Hozzáférés: 2011. július 10.)
- Ronald Bridges. zerozerofootball.com. (Hozzáférés: 2011. július 10.)[halott link]
- Ronald Bridges. footballdatabase.eu. (Hozzáférés: 2011. július 10.)
- Ronald Bridges. scoreshelf.com. [2015. december 7-i dátummal az eredetiből archiválva]. (Hozzáférés: 2011. július 10.)